# قره‌خان‌لی (آغجه‌آباد)
قره‌خان‌لی (به لاتین: Qaraxanlı) یک منطقه مسکونی در جمهوری آذربایجان است که در شهرستان آغجه‌آباد واقع شده است. قره‌خان‌لی ۹۰۰ نفر جمعیت دارد.